# Ma'arrat al-Nu'man
Maʿarrat al-Nuʿmān (in arabo معرة النعمان‎?) è una città della Siria occidentale, sita lungo l'autostrada che unisce Aleppo a Hama, presso le Città Morte di Bara e Sergilla.

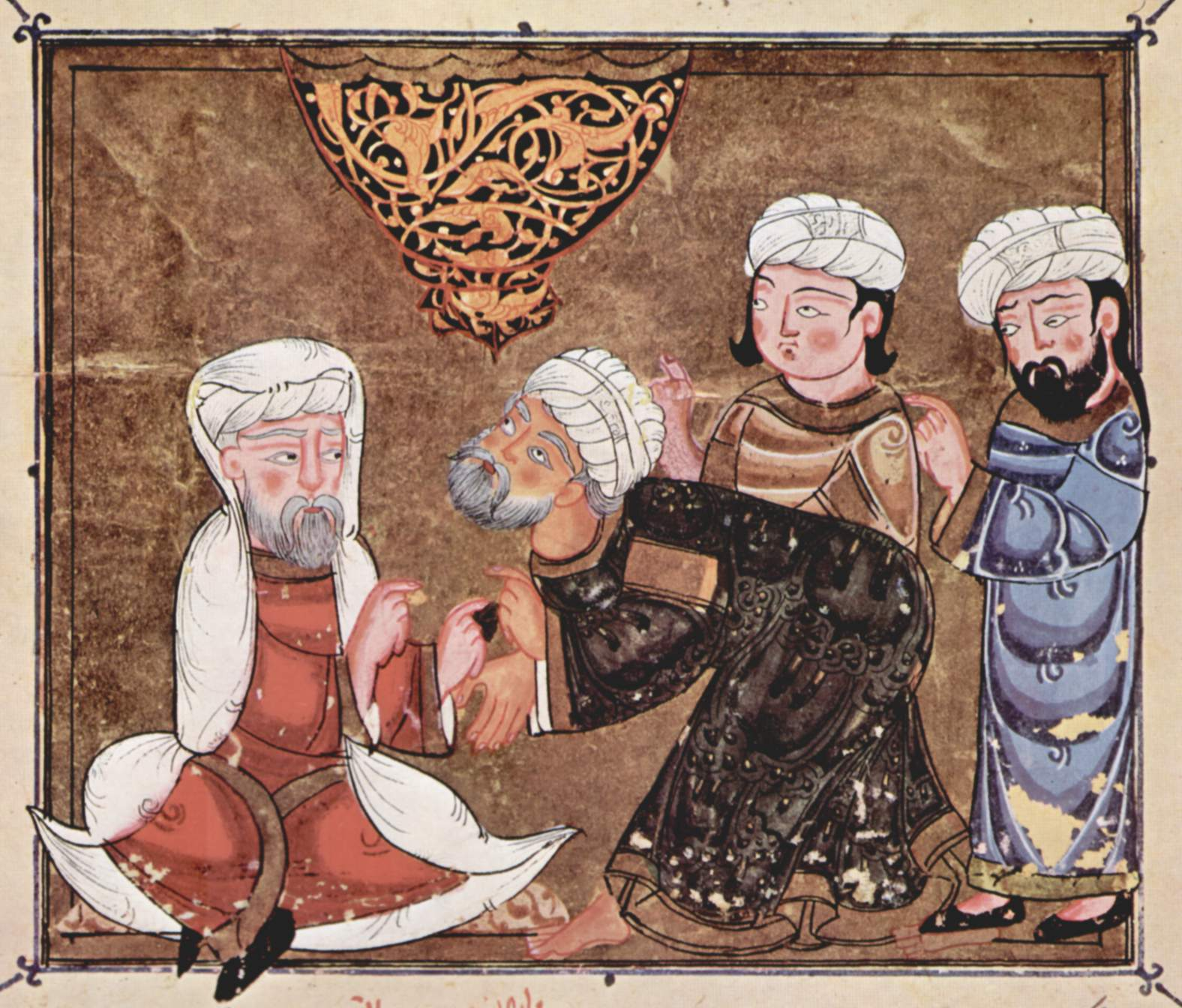
Il mistico e impostore Abū Zayd al-Sarūjī implora pietà davanti al Qāḍī di Maʿarrat al-Nuʿmān (miniatura del 1334 dalle Maqāmāt di al-Ḥarīrī).

La cittadina, nota come Arra ai Greci e Marre ai Crociati, ha al giorno d'oggi unito il suo nome tradizionale a quello del suo primo Wali musulmano, al-Nuʿmān ibn Bashīr, un Compagno di Maometto.
Oggi la cittadina ha un museo contenente mosaici provenienti dalle Città Morte, una moschea col minareto ricostruito dopo il terremoto del 1170, la madrasa Abū al-Farāwīs che risale al 1199 e i resti della cittadella medievale. La cittadina è stata anche il luogo natale del grande poeta classico Abū l-ʿAlāʾ al-Maʿarrī (973 - 1057).

## Massacro di Maʿarrat al-Nuʿmān
L'evento più obbrobrioso di tutta la storia della città data alla fine del 1098, durante la Prima Crociata. Dopo che i Crociati, guidati da Raimondo di Saint Gilles e da Boemondo di Taranto, ebbero con successo superato le mura di Antiochia, al termine di un faticoso assedio, si trovarono con vettovaglie del tutto insufficienti ad alimentare i guerrieri cristiani. Le loro incursioni nelle regioni circostanti nel corso dell'inverno non dettero i risultati sperati. Dal 12 dicembre, data in cui i Crociati raggiunsero Maʿarrat al-Nuʿmān, molti di loro soffrivano già di inedia e di malnutrizione. Demolirono quindi le mura della cittadina e massacrarono i suoi 20 000 abitanti. Tuttavia, questa volta, secondo alcuni scrittori, dal momento che non vi trovarono cibo a sufficienza, essi si sarebbero abbandonati al cannibalismo.
Uno dei comandanti crociati scrisse a papa Urbano II:
Radulfo di Caen, un altro cronista, scrisse:
Questi eventi ebbero un forte impatto sugli abitanti locali del Vicino Oriente. I Crociati avevano già una pessima reputazione di crudeltà e di barbarie tra i musulmani, gli ebrei e persino fra i cristiani ortodossi (la crociata era cominciata poco tempo dopo il Grande Scisma del 1054).